# Mainzer Berg-Tunnel
Der Mainzer Berg-Tunnel ist einer von insgesamt zwölf Tunneln der aus der Pfälzischen Ludwigsbahn hervorgegangenen Bahnstrecke Mannheim–Saarbrücken. Ursprünglich eingleisig angelegt, wurde die Strecke wenige Jahre später zweigleisig ausgebaut.

## Geographische Lage
Der Tunnel befindet sich zwischen den Haltepunkten Weidenthal und Neidenfels auf Gemarkung der Stadt Bad Dürkheim, deren Siedlungsgebiet mehrere Kilometer weiter nordöstlich liegt. Er unterquert einen Ausläufer des namensgebenden Mainzer Bergs. Er dient der Abkürzung einer Schleife des Hochspeyerbach, der zusammen mit der Bundesstraße 39 sowohl direkt nach den Südostportal als auch nach dem Nordwestportal von der Bahnstrecke überbrückt wird.

## Geschichte
Am 21. Dezember 1837 erteilte der bayerische König Ludwig I. dem Bau einer Magistrale in Ost-West-Richtung von der Rheinschanze nach Bexbach grünes Licht. Zwischen Neustadt und Frankenstein musste für den Anstieg zahlreiche Hügel und Ausläufer von Bergen überwunden werden. Unter ihnen befand sich auch der Mainzer Berg, dessen südwestlicher Ausläufer sich wie ein Keil der geplanten Strecke entgegenstellte. Dies erforderte in diesem Bereich den Bau eines insgesamt 212 Meter langen Tunnels. Bereits seit 1847 war der Verkehr von Ludwigshafen nach Neustadt eröffnet worden, 1848 folgte in zwei Etappen der Abschnitt Homburg–Frankenstein. Am 25. August 1849 folgte der Lückenschluss zwischen Frankenstein und Neustadt einschließlich des Gipp-Tunnels. Zuvor hatten Kutschen den Verkehr zwischen den beiden Streckenteilen übernommen. Im Juli 1856 war die Ludwigsbahn dann durchgehend zweigleisig befahrbar.
Da die Magistrale von Mannheim nach Saarbrücken schon immer für den Fernverkehr eine große Bedeutung besaß, wurde sie ab 1960 schrittweise elektrifiziert. Der Gipp-Tunnel musste für die Elektrifizierung aufgeweitet werden. Dies verzögerte die Fertigstellung des elektrischen Betriebs, der schließlich ab dem 12. März 1964 auf gesamter Länge aufgenommen werden konnte.